# Florent Dabadie
Pour les articles homonymes, voir Dabadie.

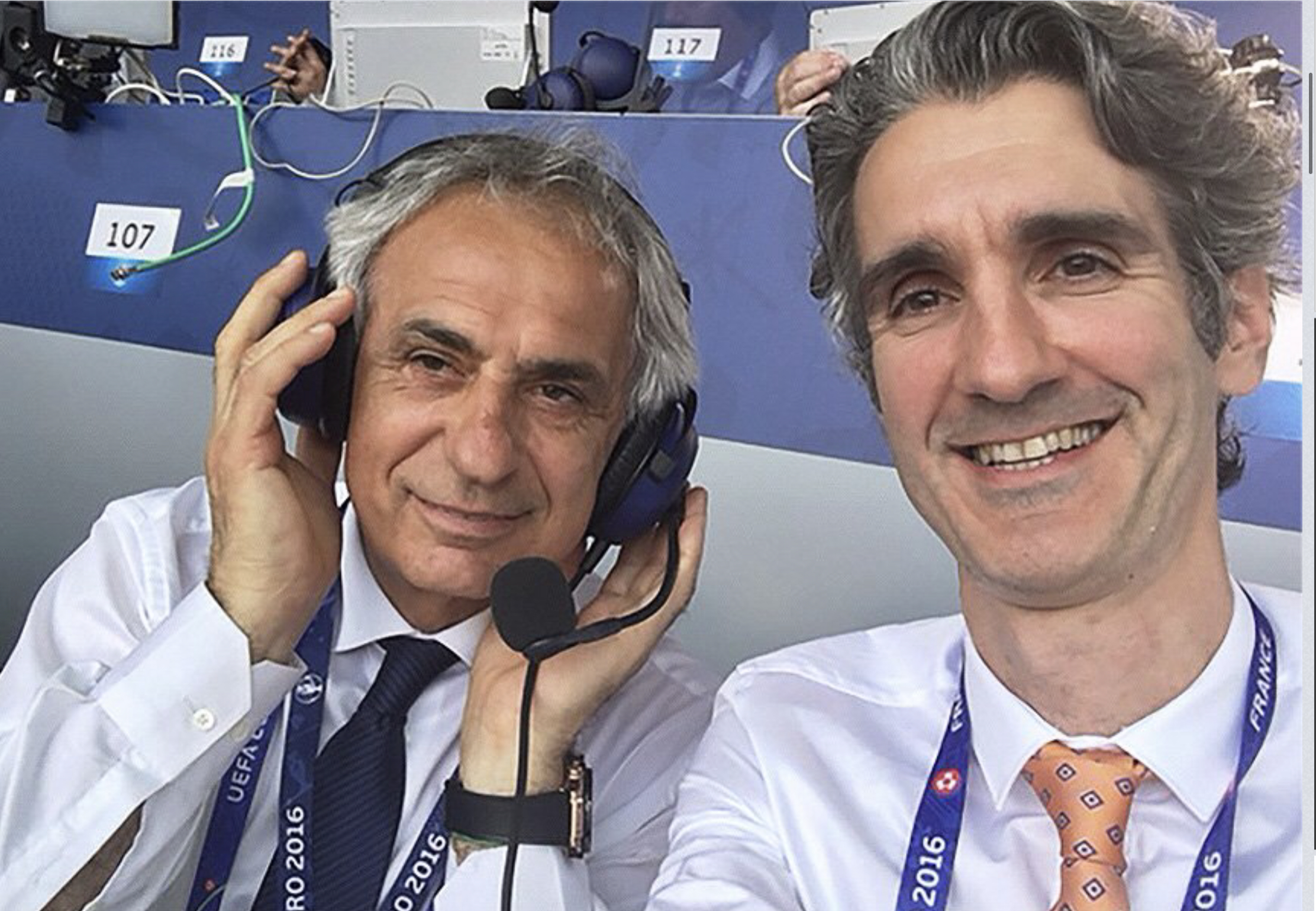
Florent Dabadie commente l'Euro 2016 avec Vahid Halilhodžić.

Florent Dabadie, né le 1er novembre 1974 à Paris 14e, est un romancier, journaliste sportif et personnalité publique de la télévision japonaise.

## Biographie

### Famille et formation
Florent Dabadie est le fils de Marie Martin-Guyot (1943-2023), secrétaire de l'Académie Goncourt de 1998 à 2018 et du scénariste/parolier Jean-Loup Dabadie  (1938-2020) de l'Académie française. Il est le frère cadet de Clémentine et Clément Dabadie. Son grand-père maternel, Pierre-Étienne Guyot fut le premier président du Paris Saint-Germain.
Diplômé de l'Institut national des langues et civilisations orientales en japonais et des universités de Shizuoka et de Tokyo, il effectue son service national en coopération au magazine de cinéma Première à Tokyo où il est traducteur et éditeur assistant.

### Carrière

#### Football
Traducteur de l'entraîneur français de l'équipe nationale du Japon de football, il participe aux côtés de Philippe Troussier à la Copa América 1999 au Paraguay (le Japon y est invité), les Jeux olympiques 2000 à Sydney et la Coupe du monde 2002 en Corée du Sud et au Japon. En 2017-2018, il est brièvement l'assistant personnel de Vahid Halilhodžić au même poste.

#### Médias japonais
En 2002, il est recruté par la chaîne nationale Fuji Television où il travaille onze ans en tant que reporter de l'émission hebdomadaire SPORTO. En parallèle, il est l'animateur des plateaux de la chaîne cryptée WOWOW pour les tournois du Grand-Chelem de tennis (2005-2020). Il est également éditeur de l'édition japonaise du magazine Première ainsi que chroniqueur dans le journal national japonais Asahi Shimbun.
En 2020, il publie son premier roman en français aux Éditions Jean-Claude Lattès intitulé  « À revers »,.

#### Médias français
Dans les années 2010, il écrit de nombreuses piges pour le groupe So Press (So Foot, So Film).
Il est nommé correspondant au Japon du journal L'Équipe fin 2019 en vue des Jeux olympiques d'été de 2020.
Lors des jeux olympiques de Tokyo, il tourne et présente chaque soir un reportage situé dans Tokyo et sa région dans l'émission JO Club sur France 2.
En 2022, il réalise des pastilles culturelles durant le Tour de France 2022 pour l'émission Vélo Club diffusée sur France 2, chronique renouvelée en 2023 et en 2024 : « Au Tour de Florent ».

## Missions franco/japonaises

### Sport
Entre 2012 et 2016, il est conseiller pour le sport auprès de l'ambassadeur Christian Masset à Tokyo, où il organise de nombreux événements à la Résidence de France avant que soit nommé un attaché Olympique en 2018.
Entre 2016 et 2018, il est correspondant de la Fédération française de tennis (FFT) au Japon, où il organise le tournoi junior « Rendez-vous à Roland-Garros par Longines » deux années consécutives.

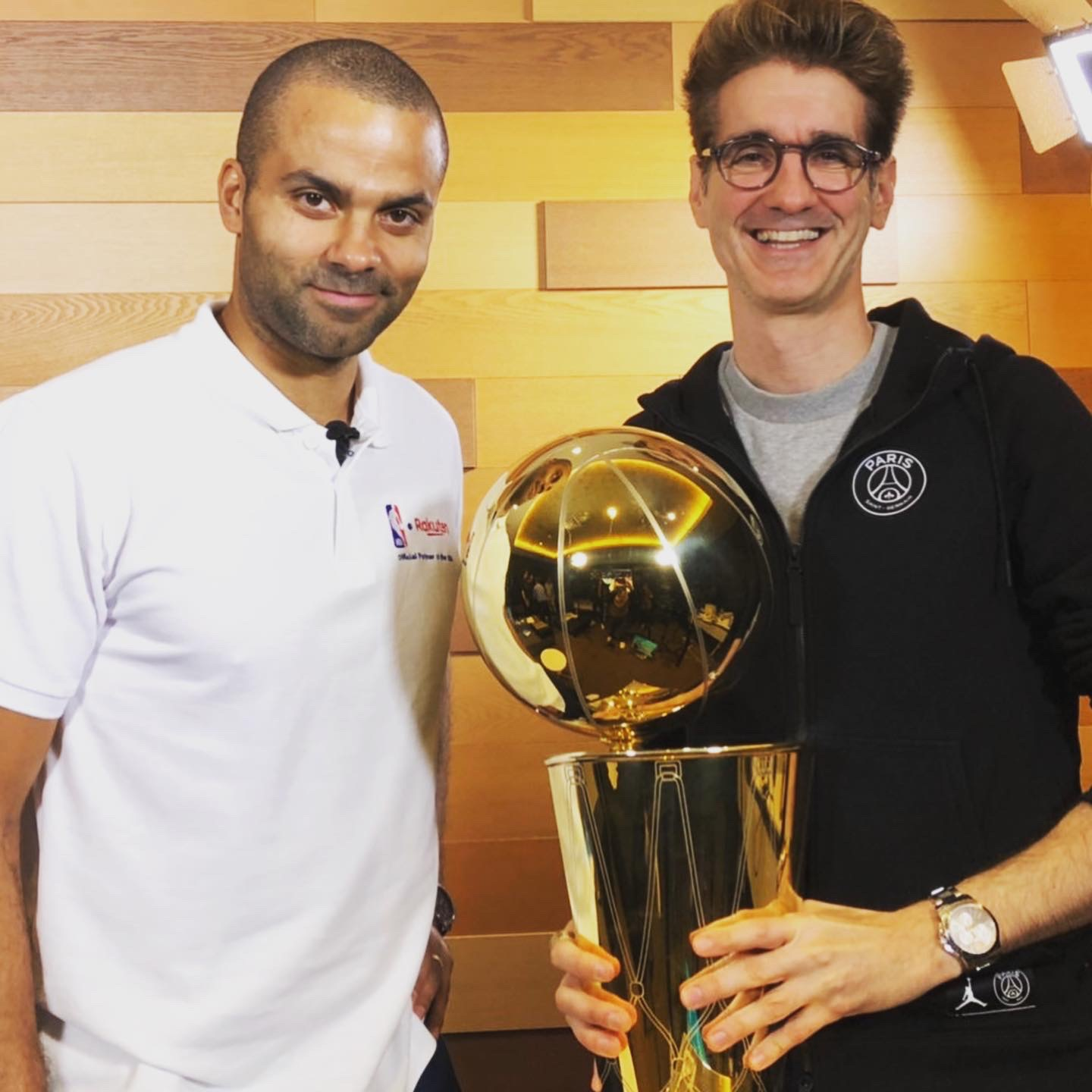
MC d’événement NBA à Tokyo.

### Culture
Il organise en 2012 un festival Isabelle Adjani au Musée du XXIe siècle de Kanazawa, à cette occasion le film La Gifle sort pour la première fois au Japon, dont il réalise les sous-titres avec H. Horiuchi.
En 2018, il est recruté par l'agence de communication ADK pour trouver un slogan à la campagne culturelle « Japonismes », il conseillera le sous-titre « âmes en résonance » 響き合う魂.

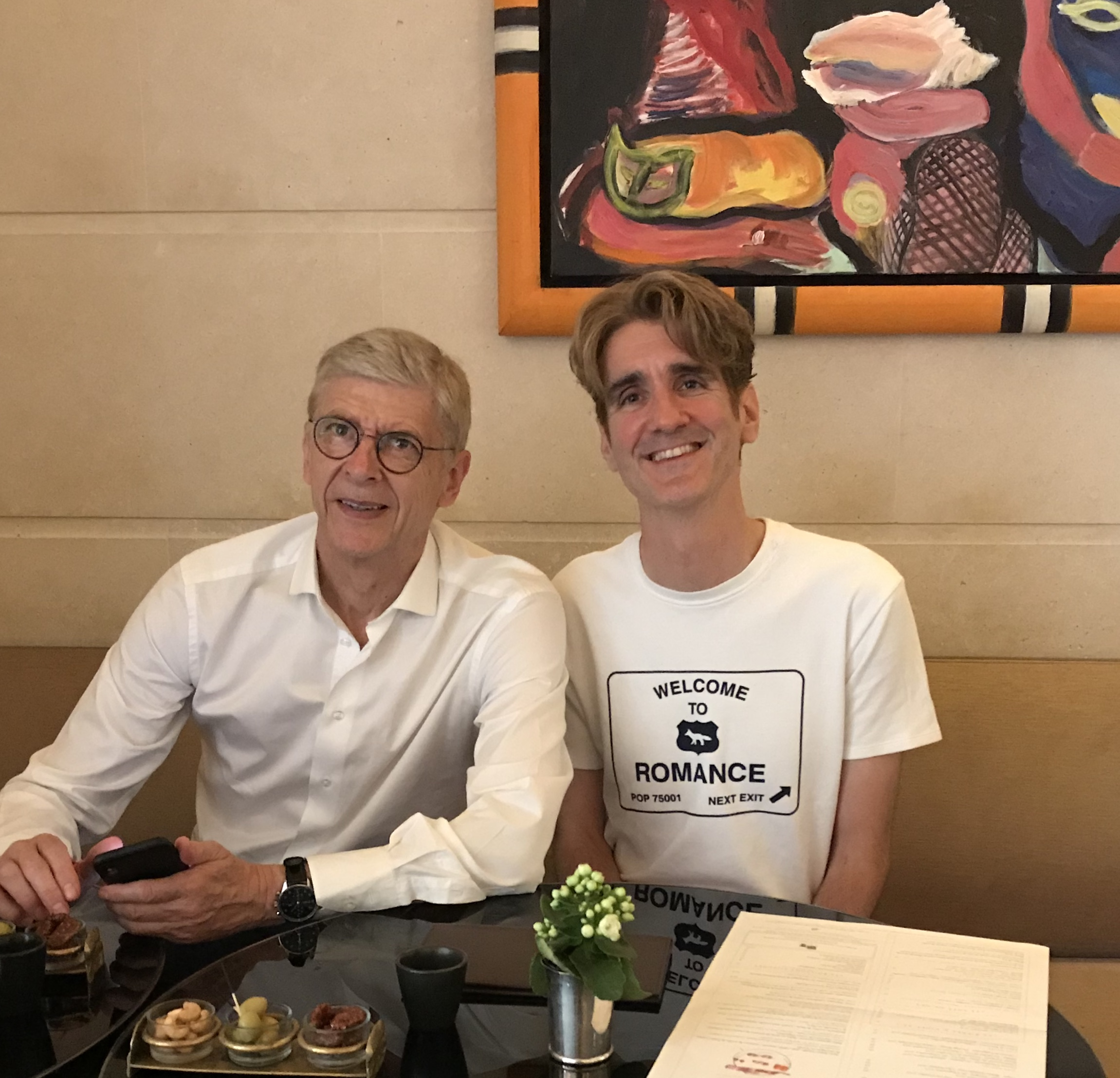
Aux côtés d'Arsène Wenger en 2019.

En 2019, il organise le Wenger Japan Tour, une semaine de conférences d'Arsène Wenger à Tokyo où celui-ci s'exprime sur le futur du football nippon. Le mécène, la compagnie Yoshimoto Kogyo, s'engage à publier l'autobiographie « Ma vie en rouge et blanc ».
En 2020, il organise avec l'Institut français du Japon et Agnès b. une rétrospective Jean-Loup Dabadie, sous la direction du journaliste Régis Arnaud.

## Vie personnelle
Florent Dabadie a créé aux côtés de Toshiko Ferrier, Alain Seban, Takeo Obayashi et Toshio Hara, les Amis du Centre Pompidou au Japon en 2008.
Il est marié à une japonaise prénommée Toshiko. 